# Hồng Quang, Quảng Hòa
Hồng Quang là một xã thuộc huyện Quảng Hòa, tỉnh Cao Bằng, Việt Nam.

## Địa lý
Xã Hồng Quang nằm ở trung tâm huyện Quảng Hòa, có vị trí địa lý:
- Phía đông giáp xã Cách Linh
- Phía tây giáp xã Hạnh Phúc
- Phía nam giáp thị trấn Hòa Thuận và xã Đại Sơn
- Phía bắc giáp xã Chí Thảo.

Xã Hồng Quang có diện tích 28,85 km², dân số năm 2019 là 2.316 người, mật độ dân số đạt 80 người/km².

## Lịch sử
Ngày 13 tháng 12 năm 2001, xã Hồng Quang thuộc huyện Quảng Uyên vừa tái lập từ huyện Quảng Hòa.
Đến năm 2019, xã Hồng Quang được chia thành 12 xóm: Bó Ngùa, Chí Mu, Cốc Chủ, Lũng Sạng, Lũng Nà, Lũng Hoóc, Lũng Nậu, Lũng Phiệt, Lũng Riếng, Nà Sào, Pác Nà, Lũng Rỵ.
Ngày 9 tháng 9 năm 2019, Hội đồng Nhân dân tỉnh Cao Bằng ban hành Nghị quyết số 27/NQ-HĐND về việc:
- Sáp nhập xóm Chí Mu vào xóm Lũng Sạng
- Sáp nhập ba xóm Cốc Chủ, Bó Ngùa, Lũng Riếng thành xóm Hợp Thành
- Sáp nhập một phần xóm Lũng Nậu vào xóm Lũng Phiệt
- Sáp nhập phần còn lại của xóm Lũng Nậu vào xóm Pác Nà
- Sáp nhập hai xóm Nà Sào và Lũng Nà thành xóm Thành Lập.

Ngày 1 tháng 3 năm 2020, huyện Quảng Uyên giải thể để tái lập huyện Quảng Hòa. Xã Hồng Quang thuộc huyện Quảng Hòa như hiện nay.

## Hành chính
Xã Hồng Quang được chia thành 7 xóm: Hợp Thành, Lũng Sạng, Lũng Hoóc, Lũng Phiệt, Lũng Rỵ, Pác Nà, Thành Lập.